# Espruino
Espruino — интерпретатор JavaScript с открытым исходным кодом, созданный для микроконтроллеров, в частности для устройств с размером оперативной памяти до 8 Кб.

## Описание
Espruino был создан Гордоном Уильямсом в 2012 году, как попытка сделать разработку под микроконтроллеры мультиплатформенной. Изначально он проектировался для микроконтроллеров STM32 и был закрытым, хоть и бесплатным. Открытие исходного кода же произошло после успешной кампании на Kickstarter по созданию платы с поддержкой JavaScript, где это было одним из условий. После, помимо оригинальной платы, также были созданы ещё несколько официальных плат, среди которых Espruino Pico (со встроенным USB разъёмом), Espruino WiFi (с встроенным WiFi-модулем), Puck.js (с встроенным модулем Bluetooth и жидкокристаллическим дисплеем). Помимо официальным разработок, Espruino был портирован более чем на 40 различных плат разработки и микроконтроллеров, включая сверхпопулярные ESP8266 и ESP32.
На данный момент вокруг Espruino уже создано активное сообщество разработчиков, создаются уроки по разработке, он упоминается в различных книгах.

## Лицензия
Espruino — это программное обеспечение с открытым исходным кодом, распространяемое под лицензией Mozilla Public License, 2.0. Остальные части распространяются под другими лицензиями.